# 김창완
김창완(金昌完, 1954년 2월 22일~)은 대한민국의 싱어송라이터이자 음악가 겸 배우 겸 방송인이다. 1977년부터 31년 남짓 동안 포크 록 음악 밴드 《산울림》의 리더로 활약했다.

## 주요 이력
서울에서 출생하였으며, 1954년 2월생으로 당시 입학 기준인 1953년 3월생~1954년 2월생들과 함께 만 6세인 1960년에 초등학교에 입학했어야 했지만, 조기 입학 제도를 이용을 해, 1년 빨리 1952년 3월생~1953년 2월생들과 함께 만 5세에 초등학교를 입학했다. 그의 동생인 김창훈의 인터뷰에 따르면, 김창완이 어린 시절부터 수재였기 때문에, 부모님께서 1년 일찍 학교를 보내셨다고 한다. 그래서, 그는 서울대학교 농과대학 잠사학과 71학번으로 입학 했고, 1975년 2월에 학사 학위를 취득하였고, 당시 빈한했던 집안의 장남이라는 가정 형편과 시력의 증세 등으로 인해, 병역은 방위병으로 2년 동안 복무한 이후 1977년 6월에 제대했다.
1977년 12월, 두 동생 김창훈, 김창익과 록 밴드 〈산울림〉을 결성하고, 1집 앨범 《아니 벌써》를 발표해 정식 데뷔하였다. 김창완은 그룹 산울림의 리더로, 보컬과 기타를 맡았다. 1집 《아니 벌써》로 선풍적인 인기를 구가하면서 대마초 파동으로 암울하던 70년대 후반 가요계에 큰 센세이션을 일으켰다. 아직 1집 관련 충격이 가시기도 전인 1978년 5월, 2집 《내 마음에 주단을 깔고》를 발표하여, 록의 예술성과 대중성을 모두 만족시킨 앨범이란 평가를 받았다. 《내 마음에 주단을 깔고》, 《안개속에 핀 꽃》, 《이 기쁨》 등은 산울림의 사이키델릭한 음악을 잘 보여준다. 1978년 11월 발표된 3집 《내 마음》은 실험성을 가지고 도전했던 작품이지만 상업적으로는 실패했다. 속히도 큰 인기를 얻던 산울림은 1979년 창훈, 창익의 군입대로 인해 그룹 활동이 잠정적으로 공백 및 중단되었으나, 두 동생들이 아직 입대하기 이전의 음반 작업 완료 등으로써 준비해둔 4, 5, 6집을 차례로 발표하면서, 이른바 얼떨결에 공백기간을 서서히 채워나갔다. 동생들이 제대하자 다시 모인 산울림은 7집 앨범으로써, 1981년 KBS 가요대상 중창부문 상을 수상하는 쾌거를 올렸다. 1983년 9집을 내고, 동생들의 취직으로 김창완만 전업 예술인으로 활동하기 시작횄다. 산울림은 1984년 7월 10집, 1987년 9월 산울림 11집, 1991년 1월 12집을 발표했다. 1997년 동생들을 다시 불러들여 산울림 13집 《기타로 오토바이를 타자》를 발표하였다.
연기자, 라디오 진행자로도 활동하고 있으며, 솔로 앨범도 몇 장을 발표했다. 그리고 2008년, 젊은 뮤지션들과 함께 김창완밴드를 결성하여, EP 앨범 《The Happiest》를 발매한다.

## 학력
- 서울은로초등학교 (졸업)
- 중앙중학교 (졸업)
- 중앙고등학교 (졸업)
- 서울대학교 잠사학과 71학번 (학사)

## 생애

### 학창 시절과 록 밴드산울림결성 관련
"음악학원에 다닌 적도 없고, 대학교 1학년 때 동네 고물상에서 클래식 기타 교본과 1,500원짜리 세고비아 통기타 2대를 사서 교본의 첫 장에 나오는 D코드를 잡으며 30분 동안 쳤어요. 그 소리가 참 아름다워 음악을 하게 되었지요"
김창완이 동생 김창훈, 김창익과 함께 만든 그룹 산울림은 실제로 직업적인 록그룹이 되기 위해 앨범을 만든 건 아니다. 1972년께 집에 500원짜리 기타를 들고 와서 형제끼리 노래를 부른 것이 음악의 시작이었다.
얼마 후 김창훈이 기타를 하나 더 장만하자 할 것이 없던 막내 김창익은 전화번호부와 노트 등을 방바닥에 놓고 드럼 흉내를 내면서 그들의 음악을 표현하였다고 한다. 1977년 대학을 졸업하면서 그동안 작곡했던 150여 곡이 아까워서 마지막으로 정리하는 기분으로 그들은 앨범 한 장을 내기로 했다.
우여곡절 끝에 레코드 회사에서 녹음을 허락했고, 녹음 당일 취직 시험이 있던 그는 과감히 녹음을 하기로 결정했다. 바로 산울림의 탄생이었다. 아직은 록 음악이 그다지 대중화되지 못한 1970년대 1집 《산울림 새노래모음》(1977)은 록 앨범으로서는 최초의 히트앨범이었고, 한국 대중음악사상 가장 문제적 데뷔 앨범으로 평가되고 있다. 공전의 히트를 기록했던 〈아니 벌써〉와 〈문 좀 열어줘〉, 〈불꽃놀이〉, 〈안타까운 마음〉 등의 곡을 통하여 이들이 들려준 독특한 사운드, 생동감 넘치는 리듬, 신선한 멜로디 등은 당시로서는 하나의 문화충격이었다. 여기에 구어체 문장을 그대로 가사로 사용해 위트와 패러독스가 생동감 있게 표현된 노랫말 역시 우리 가요계 발전에 커다란 시금석이 되었다.
얼마 뒤 발표한 2집 《산울림 제2집》(1978)을 통해 프로그레시브와 헤비메탈까지 도입한 산울림의 실험적이고 파격적인 행보는 대중적으로도 엄청난 호평을 받는다. 3분 25초에 달하는 베이스 기타의 기백을 보여준 〈내 마음에 주단을 깔고〉, 헤비메탈 스타일에 보컬 하모니가 절묘하게 조화를 이룬 〈노래 불러요〉 등은 당시로서는 산울림만이 할 수 있는 새로운 시도였다. 그해 서울 문화체육관에서 열렸던 첫 공연은 새벽부터 장사진을 치는 소동과 관객들이 던진 꽃으로 무대가 뒤덮이는 난리통을 벌이는 등 많은 화제를 낳았다. 1977년생 아이는 당시 산울림둥이로 불렸을 정도이니 인기는 짐작하기 어렵지 않다.
1, 2집은 각각 50만 장에 달하는 공전의 히트를 거두었고 앨범 한 장만 내겠다는 당초의 계획은 수정되었다. 이러한 대중적 성공을 거두면서 산울림은 프로가 되었다. 이듬해에는 동요와 옴니버스 앨범을 포함해 일년에 무려 앨범 네 장을 발표하는 위력 시위를 한다. 상업적 참패를 맛본 그들의 《산울림 제3집》(1978)은 그들의 앨범 중 가장 실험정신이 충만한 앨범으로 한국 록 역사상 주목해 봐야 할 명작 중 하나다. 일본의 일부 평론가는 이 앨범의 곡들을 평하며 산울림을 우리나라 메탈의 효시로 보기도 했다. 연극, 영화, 드라마 등의 주제 음악을 옴니버스 형식으로 만든 편집앨범 《산울림 제4집》(1979)과 창훈과 창익의 입대 전에 기획해 놓았다가 두 동생들의 휴가 기간을 이용해 마무리 지은 〈산울림 제5집〉(1979)에는 김창완이 17세에 작곡한 산울림의 빼놓을 수 없는 명곡 중의 하나인 〈왜! 가〉가 수록되어 있다.
《산울림 제7집》(1981)은 조용필의 3집, 변진섭의 1집에 비견되는 셀 수 없는 히트 싱글이 연속적으로 포진되어 있다. 제대 후 돌아온 형제들의 연주도 물이 오를 대로 올랐으며 김창완만의 시정(詩情) 또한 거의 샘물과도 같이 흘러넘친다. 〈가지 마오〉로 포문을 열면 〈독백〉, 〈하얀 밤〉, 〈청춘〉, 〈노모〉, 〈하얀 달〉 등 무수한 보물들이 연이어 차례를 기다린다. 이 앨범은 지금 필자와 같은 정서를 공유한 세대가 가슴속에 간직하고 있는 서한집(書翰集)인 것이다. 상업적 성공을 한 발짝 더 연장시킨 《산울림 제8집》(1982)의 히트곡 〈내게 사랑은 너무 써〉는 김창완을 러브 발라드의 히트메이커로 오인하게 하기에 충분했다. 자기비판 후에 본래의 자리로 돌아온 《산울림 제9집》(1983)은 김창완 스스로가 가장 애착해하는 역작이었지만 대중들은 이 앨범의 숨은 가치를 거절했다.

### 솔로 활동
9집을 끝으로 해체한 산울림은 김창완의 1인 산울림으로 3장의 음반을 내며 산울림의 디스코그래피를 채워나간다. 혼자 남은 김창완은 《김창완 1집:기타가 있는 수필》(1983)에서 〈어머니와 고등어〉를 히트시키며 이후 계속되는 솔로여정의 첫 삽을 뜬다. 산울림이라는 프레임으로도 메울 수 없었던 넘치는 그의 상상력이 자연스럽게 발효된 걸작이다. 그가 양산한 〈개구장이〉, 〈산할아버지〉, 〈안녕〉 등의 인기곡이 포진한 동요 앨범들 역시, 그의 천진무구한 창작적인 감수성이 뽑아낸 새로운 시도였다. 이후 자신이 작업하고 노래한 드라마 음악을 모아 《산울림 김창완의 새로운 여행 TV드라마 음악》(1987)을 내고 〈꼬마야〉를 히트시킨다.
1995년 2월 의도적인 그로테스크함이 강조되며 꼭두각시화 된 잠옷을 입은 김창완의 사진이 담겨진 《김창완 2집 Postscript》(1995)가 나왔다. 이 앨범은 이후 1997년 14년 만에 형제들이 모여 완전한 록 밴드로서 펼쳐 보이게 되는 새로운 음악세계의 시발점으로 자리할 만한 작품이었다. 〈산울림 제13집〉(1997)은 물론 최근의 〈김창완밴드〉에서 그가 들려주는 신선한 사운드의 원형이 여기에 담겨 있었다. 삼형제 록그룹 산울림의 복귀는 신선함과 충격 이상이었다. 산울림은 1990년대의 록 평론가들에 의해 신중현, 들국화와 더불어 한국 록 역사의 가장 우뚝한 봉우리로 평가받고 있음은 두말할 나위 없다.
2008년 산울림 해체 후 탄생한 〈김창완밴드 1집〉은 세상을 뜬 막내 김창익의 죽음으로부터 벗어나려고 했던 앨범이었고, 《김창완밴드 2집 분홍굴착기》(2012)는 산울림 35주년을 기념한 지극히 주관적인 김창완밴드식 선곡과 사운드로 이루어진 산울림 리메이크 앨범이었다. 지난해에는 드디어 원 테이크 녹음 방식이 주는 긴장감과 매 순간 완성되는 공간의 미학이 온전히 담겨진 《김창완밴드 3집 용서》(2015)가 발매되었다. 그룹 산울림의 핵심으로서 전무후무한 음악세계를 창조했던 김창완. 파격, 혁신, 창의성 그리고 아이와 같은 순수함을 담은 탁월한 작품들로 한국 대중음악의 역사를 다시 쓰게 만든 밴드 산울림. 보통명사가 되어버린 그 이름은 1977년부터 시작되어 지금까지 이어지는 모든 록적인 시도를 가리키는 단어가 되어버렸다.

## 사생활
조영남과의 대담 인터뷰에서 스스로 자신은 종교가 없으며, 신을 믿지 않는다고 밝힌 바 있다.
1998년과 2003년에 각각 한 차례씩 두 번의 음주운전으로 인하여 각각 한 차례씩 면허정지 100일 처분을 받았다.

## 음반 목록
- "기타가 있는 수필" 《1983》
- "노래하는 강아지" 《1983》
- "산울림 김창완의 새로운 여행. TV드라마음악" 《1987》
- "Postscript" 《1995》
- "ET 이야기" 《1983》
- OST "창밖에 잠수교가 보인다" 《1984》
- "꾸러기들의 굴뚝여행" 《1985》
- "꾸러기들의 크리스마스" 《1985》
- "꾸러기들 사랑, 이별, 그리고 추억" 《1986》
- OST "행복은 성적순이 아니잖아요" 《1989》
- 드라마 OST "그대 나를 부를 때" 《1997》
- "The Happiest(김창완 밴드) 《2008》
- "Bus" (김창완 밴드) 《2009》
- "Darn it" (김창완 밴드) 《2011》
- "분홍굴착기[Remake]" 《2012》
- 아리랑 《2012》
- E메이져를 치면 《2014》
- 용서 《2015》
- 시간 《2016》

## 출연 작품

### 타방송사
- 1983년 MBC 단막극 《MBC 베스트셀러극장 - 내 마음의 풍차》 ... 단역 출연 및 음악 담당. (기타가 있는 수필 수록곡들)
- 1985년 MBC 어린이날 특집극 《바다의 노래》 ... 김창수 역
- 1989년 MBC 미니시리즈 《잠들지 않는 나무》 ... 창민 역
- 1991년 SBS 일요아침드라마 《사랑의 풍차》 ... 가수 역
- 1992년 MBC 청춘드라마 《우리들의 천국》 ... 김교선 역
- 1995년 MBC 단막극 《MBC 베스트극장 - 섹스모자이크에 관한 보고서》
- 1995년 MBC 미니시리즈 《연애의 기초》 ... 정운현 역
- 1996년 MBC 단막극 《MBC 베스트극장 - 문간방 여자》 ... 이 과장 역
- 1996년 MBC 일일연속극 《서울 하늘 아래》 ... 고거봉 역
- 1996년 MBC 단막극 《MBC 베스트극장 - 황금빛정원》 ... 재용 역
- 1998년 MBC 2부작특별기획드라마 《피아노》 ... 명석 역
- 1998년 SBS 월화드라마 《은실이》 ... 김병국 역
- 1998년 MBC 미니시리즈 《추억》 ... 승완 역
- 1998년 MBC 단막극 《MBC 베스트극장 - 공춘택씨의 계약결혼》
- 1999년 MBC 단막극 《MBC 베스트극장 - 애녹의 전성시대》
- 1999년 MBC 단막극 《MBC 베스트극장 - 굿바이 오드리햅번》
- 1999년 MBC 단막극 《MBC 베스트극장 - 여의도전선 이상없다》
- 1999년 SBS 일요드라마 《카이스트》 ... 최 교수 역
- 1999년 SBS 일요아침드라마 《달콤한 신부》
- 2000년 MBC 단막극 《MBC 베스트극장 - 맞고싶은 여자》
- 2000년 MBC 미니시리즈 《신 귀공자》
- 2001년 SBS 일일연속극 《소문난 여자》 ... 주 박사 역
- 2001년 MBC 미니시리즈 《선희 진희》 ... 박두만 역
- 2002년 MBC 단막극 《MBC 베스트극장 - 달려라 장부장》
- 2002년 MBC 미니시리즈 《그 햇살이 나에게》 ... 주민호 역
- 2002년 MBC 주말연속극 《그대를 알고부터》 ... 조남식 역
- 2003년 SBS 주말연속극 《애정만세》 ... 이현식 역
- 2003년 MBC 아침드라마 《그대 아직도 꿈꾸고 있는가》
- 2003년 MBC 신개념콤팩트드라마 《한뼘드라마 - 고도를 기다리며》
- 2004년 MBC 단막극 《MBC 베스트극장 - 형님이 돌아왔다》
- 2004년 MBC 수목미니시리즈 《황태자의 첫사랑》 ... 유빈 부 역
- 2004년 MBC 수목미니시리즈 《아일랜드》 ... 문재석 역
- 2004년 SBS 월화드라마 《러브스토리 인 하버드》 ... 진철 역
- 2005년 MBC 주말연속극 《떨리는 가슴》 ... 김창완 역
- 2005년 MBC 청춘시트콤 《레인보우 로망스》 ... 은경/은비/재경 부 역
- 2005년 MBC 단막극 《MBC 베스트극장 - 가리봉 오션스 일레븐》 ... 윤정남 역
- 2006년 MBC 주말연속극 《진짜 진짜 좋아해》 ... 강산 역
- 2007년 MBC 특별기획드라마 《하얀거탑》 ... 우용길 역
- 2007년 MBC 월화미니시리즈 《커피프린스 1호점》 ... 홍 사장 역
- 2008년 SBS 드라마스페셜 《일지매》 ... 인조 역
- 2009년 MBC 월화미니시리즈 《내조의 여왕》 ... 김홍식 역
- 2009년 MBC 수목미니시리즈 《트리플》 ... 김복만 역
- 2010년 tvN 미니시리즈 《위기일발 풍년빌라》 ... 김상철 역
- 2010년 MBC 월화드라마 《역전의 여왕》 ... 목영철 역
- 2011년 MBC 월화드라마 《미스 리플리》 ... 최 본부장 역
- 2011년 MBC 주말연속극 《천번의 입맞춤》 ... 장병식 역
- 2011년 MBN 주말드라마 《왓츠업》 ... 박태이 아빠 역
- 2012년 SBS 드라마스페셜 《부탁해요 캡틴》 ... 한규필 역 (특별출연)
- 2012년 MBC 특별기획드라마 《마의》 ... 정성조 역
- 2013년 JTBC 미니시리즈 《세계의 끝》 ... 최수철 역
- 2013년 tvN 월화드라마 《후아유》 ... 최문식 역
- 2013년~2014년 SBS 드라마스페셜 《별에서 온 그대》 ... 장영목 역
- 2014년 JTBC 월화드라마 《밀회》 ... 민용기 역
- 2014년 SBS 월화드라마 《비밀의 문: 의궤 살인 사건》 ... 김택 역
- 2015년 TV조선, tvN 광복 70주년 특별기획 《위대한 이야기》 ... 스토리텔러 역
- 2015년 MBC 월화드라마 《화정》 ... 오리 이원익 역
- 2015년 MBC 월화드라마 《화려한 유혹》 ... 권수명 역
- 2016년 MBC 주말특별기획 《아버님 제가 모실게요》 ... 한형섭 역
- 2017년 SBS 월화드라마 《귓속말》 ... 이호범 역
- 2017년 MBC 월화드라마 《20세기 소년소녀》 ... 사창완 역
- 2018년 JTBC 월화드라마 《밥 잘 사주는 예쁜 누나》
- 2018년 MBC 주말드라마 《내사랑 치유기》 ... 박부한 역
- 2019년 MBC 수목드라마 《봄밤》 ... 권영국 역
- 2020년 MBC 수목드라마 《그 남자의 기억법》 ... 유성혁 역
- 2020년 tvN 토일드라마 《사이코지만 괜찮아》 ... 오지왕 역
- 2020년 tvN 월화드라마 《낮과 밤》 ... 공일도 역
- 2021년 MBC 수목드라마 《오! 주인님》 ... 김창규 역
- 2021년 SBS 금토드라마 《원 더 우먼》 ... 노학태 역
- 2022년 SBS 금토드라마 《왜 오수재인가》 ... 백진기 역
- 2025년 JTBC 토일드라마 《협상의 기술》 … 박래경 역

### KBS
- 1995년 KBS 2TV 단막극 《KBS 드라마게임 - 야채식빵 굽는 남자》 ... 고시봉 역
- 1997년 KBS 2TV 일일연속극 《오늘은 남동풍》
- 2000년 KBS 2TV 가족시트콤 《반쪽이네》 ... 최정현 역
- 2000년 KBS 2TV 어린이드라마 《요정 컴미》 ... 오정근 역
- 2001년 KBS 2TV 월화드라마 《귀여운 여인》 ... 일만 역
- 2002년 KBS 1TV 일일연속극 《당신 옆이 좋아》 ... 이덕수 역
- 2006년 KBS 2TV 월화미니시리즈 《포도밭 그 사나이》 ... 이형만 역
- 2007년 KBS 2TV 월화미니시리즈 《못된 사랑》 ... 황인수 역
- 2007년 KBS 2TV 2부작드라마 《우리를 행복하게 하는 몇 가지 질문》 ... 병기 역
- 2008년 KBS 2TV 월화미니시리즈 《그들이 사는 세상》 ... 박현섭 역
- 2013년 KBS 2TV 월화드라마 《굿 닥터》 ... 정회장 역
- 2016년 KBS 2TV 월화드라마 《화랑》 ... 박영실 역
- 2017년 KBS 2TV 월화드라마 《저글러스》 ... 도태근 부사장 역
- 2022년 KBS 2TV 수목드라마 《진검승부》 ... 서현규 역
- 2023년 KBS 2TV 주말드라마 《진짜가 나타났다!》 ... 장호 역
- 2024년 KBS 2TV 수목드라마 《완벽한 가족》 … 김 집사 역

### 영화 출연
- 1989년 《행복은 성적순이 아니잖아요》
- 1990년 《그래 가끔 하늘을 보자》
- 1990년 《나는 날마다 일어선다》
- 1991년 《병팔이의 일기》
- 1991년 《스무살까지만 살고 싶어요》
- 1993년 《위험한 여자 2》
- 1993년 《영구 홀로 집에 2》
- 1993년 《영구와 공룡 쮸쮸》
- 1996년 《정글 스토리》 ... 지우 역
- 1997년 《패자부활전》
- 1999년 《링》 ... 김 기자 역
- 2000년 《행복한 장의사》 ... 판철구 역
- 2001년 《하루》 ... 조 박사 역
- 2004년 《내 여자친구를 소개합니다》 ... 파출소 소장 역
- 2004년 《내 사랑 싸가지》 ... 하영 부 역
- 2004년 《신석기 블루스》 ... 나인철 변호사 역
- 2008년 《서양골동양과자점 앤티크》 ... 흰수염 역
- 2009년 《천국의 우편배달부》 ... 이문교 역
- 2010년 《구르믈 버서난 달처럼》 ... 조선 선조 이연 역
- 2012년 《원더풀 라디오》 ... 김창완 역(목소리 특별출연)
- 2013년 《닥터》 ... 최인범 역

### CF 출연
- 1996년 - 오리온 워시
- 1996년 - 광동제약 썬키스트 훼미리주스선물세트
- 1997년 - 농심 5분잡채
- 1997년 - KT 국제전화001블루1588하이텔코넷인터넷공중전화
- 1998년 - 대상그룹 청정원
- 1998년 - 금성출판사 푸르넷
- 1998년 - 한국피자헛 팝피자
- 1998년 - 광동제약 사리돈 에이 정
- 1999년 - 태림출판사 클라비어
- 1999년 - 한국코카콜라 라이트
- 1999년 - NH투자증권
- 1999년 - 농심 조청유과
- 1999년 - 롯데칠성음료 별미별곡
- 1999년 - 농심 보글보글 찌개면
- 1999년 - LG생활건강 LG 119
- 1999년 - 동국제약 오라메디
- 2000년 - 일동제약 센스타임
- 2000년 - 코오롱 하이필생수기
- 2000년 - 애경산업 쿨샷
- 2001년 - 대상그룹 청정원 햇살담은 진간장
- 2002년 - 웅진그룹 웅진닷컴 웅진씽크빅
- 2002년 - LG전자 김치냉장고 1124/IH압력밥솥
- 2002년 - 농협/대한양돈협회
- 2002년 - 대원 칸타빌
- 2002년 - LG유통 LG25
- 2003년 - 프라임개발 테크노마트 - (서민정)편
- 2003년 - 한독 훼스탈플러스
- 2005년 - 국민은행 로또복권
- 2006년 - 농심 신라면
- 2006년 - 빙그레 바나나맛우유 - (이영아)편
- 2007년 - KT 집시외전화 - (미라)편
- 2007년 - 배상면주가 대포
- 2008년 - SKT T월드영상통화
- 2009년 - 지산 밸리 록 페스티벌
- 2009년 - 한국닌텐도Wii덴츠이노벡 마리오 카트 Wii - (김범, 박미선)편
- 2009년 - 보건복지부 희망전화129
- 2009년 - 한국토지공사 한국언론재단 LH공사
- 2009년 - KT SHOW USIM
- 2010년 - SK디앤디 스카이홈
- 2010년 - 천호식품 산수유1000프리미엄
- 2012년 - 팔도 싼타페
- 2012년 - 고용노동부 두루누리 사회보험
- 2012년 - 현대자동차 벨로스터 아반떼 제너시스 i30&i40 PYL
- 2012년 - 일동제약 아로나민골드씨플러스 - (유세윤)
- 2013년 - 유한양행 프리베나13 한국화이자제약(주)
- 2013년 - 현대카드 슈퍼콘서트19CITY BREAK
- 2014년 - 삼성화재
- 2015년 - KB국민카드
- 2016년 - 슈퍼셀 클래시 로얄
- 2016년 - 소니코리아 MDR-1000X
- 2017년 - KT 기업pr

### 인쇄 잡지
- 2007년 - 동아제약 판피린큐

### 라디오 진행 및 출연
- 1978년 TBC라디오 《7시의 데이트》 : DJ
- 1981년 KBS제3방송 《11팝스》 : DJ
- 1990년 CBS라디오 《꿈과 음악 사이에》 : DJ
- 1991년 MBC 표준FM 《김창완의 추억의 팝송》 : DJ
- 1993년 MBC FM4U 《김창완의 골든디스크》: DJ
- 1994년 EBS FM라디오 《교사의 시간》 : 진행
- 1994년 EBS 《과학동산》 : MC
- 1997년 SBS 《신은경 김창완의 아름다운 아침》 : MC
- 1998년 EBS 《발명 Q 원리를 찾아라》 : MC
- 1998년 KBS2 《김창완의 이야기 셋》 : MC
- 2000년 ~ 2024년 SBS 파워FM 《아름다운 이 아침, 김창완입니다》 : DJ
- 2004년 KBS 제2라디오 《김창완의 라디오를 켜라》: DJ
- 2009년 MBC 《음악여행 라라라》 : MC
- 2014년 SBS 《파워FM 콘서트 DJ : 파워 DJ들의 고품격 라이브 콘서트》
- 2016년 KBS1 《TV 책》 : MC
- 2015년 EBS FM 《EBS 책 읽는 라디오 낭독 시리즈》 : 낭독자
- 2024년 ~  SBS 러브FM 《6시 저녁바람 김창완입니다》 : DJ
- 2025년 ~  KBS 클래식FM 《뜨거우면 김창완》 : DJ

#### 시사 교양
- MBC 스페셜 《목숨걸고 편식하다》 (2009년 6월 26일, MBC) 내레이션

#### 게스트
- 1995년 4월 20일 KBS2 《가족오락관》 : 게스트

#### 특집 프로그램
- 2022년 KBS1 《다 어린이》 : 출연

## 홍보대사&이사
- 2001년 SK텔레콤 TTL 명예크루
- 2002년 켄싱턴호텔 스타룸 회원
- 2003년 대한약사회 불우이웃돕기 홍보대사
- 2005년 보건복지부 독거노인 결연사업 홍보대사
- 2010년 조선일보 제5기 독자권익보호위원
- 2010년 대한자전거연맹 홍보위원
- 2010년 창원 산타 바이크 퍼레이드 홍보대사
- 2011년 문화체육관광부 문화예술 명예교사
- 2012년 문화체육관광부 스무 살의 사·춘·기 일일명예교사
- 2012년 국제방송교류재단 이사
- 2014년 대한개원내과의사회 러브패밀리 캠페인 홍보대사

## 저서
- 1982년 : 《내게 사랑은 너무 써》 (열림원)
- 1990년 : 《스무살까지만 살고 싶어요》 (야정문화사)
- 1995년 : 《집에 가는 길》 (문예마당)
- 2001년 : 《아빠의 선물》 (씨디엠테크놀리지)
- 2004년 : 《개구쟁이》 (문공사)
- 2005년 : 《이제야 보이네》 (황소자리)
- 2008년 : 《네가 있어 다행이야》 (창해)
- 2009년 : 《사일런트 머신 길자》 (마음산책)
- 2011년 : 《소울푸드》 (청어람미디어)
- 2016년 : 《안녕, 나의 모든 하루》 (박하)

## 수상 경력
- 1978년 TBC 가요대상 중창부문 은상
- 1981년 KBS 가요대상 중창부문
- 1992년 제4회 한국방송프로듀서상 작곡가상
- 1995년 MBC 연기대상 라디오부문 우수상
- 1997년 제10회 대한민국 동요대상 동요를 사랑하는 가수상
- 2007년 MBC 연기대상 PD상
- 2008년 제23회 골든디스크상 공로상
- 2009년 MBC 연기대상 미니시리즈부문 황금연기상
- 2010년 The Voice of SBS상
- 2010년 SBS 연예대상 라디오 DJ상
- 2011년 제23회 한국PD대상 라디오 진행자부문 출연자상
- 2012년 제3회 대한민국 대중문화예술상 대통령표창
- 2014년 SBS 연예대상 라디오부문 프로듀서상
- 2014년 SBS 연기대상 중편드라마부문 남자 특별연기상
- 2020년 SBS 연예대상 라디오 DJ상
- 2024년 제15회 대한민국 대중문화예술상 보관문화훈장
- 2025년 제37회 한국PD대상 라디오 진행자부문 출연자상